# Trolltjärnen (Mjöbäcks socken, Västergötland)
Trolltjärnen är en sjö i Svenljunga kommun i Västergötland och ingår i Ätrans huvudavrinningsområde.